# Coupar Angus
Coupar Angus är en ort i Storbritannien.   Den ligger i kommunen Perth and Kinross och riksdelen Skottland, i den norra delen av landet, 600 km norr om huvudstaden London. Coupar Angus ligger 57 meter över havet och antalet invånare är 2 160.
Terrängen runt Coupar Angus är kuperad österut, men västerut är den platt. Runt Coupar Angus är det ganska glesbefolkat, med 32 invånare per kvadratkilometer. Närmaste större samhälle är Dundee, 19,8 km öster om Coupar Angus. Trakten runt Coupar Angus består till största delen av jordbruksmark.